# Dirk Hoeges
Dirk Hoeges (* 27. Juli 1943 in Lindlar; † 30. Januar 2020 in Köln) war ein deutscher Romanist,  Historiker, Übersetzer und Verleger.

## Leben
Dirk Hoeges legte 1964 am Kölner Friedrich-Wilhelm-Gymnasium das Abitur ab. Für seine Leistungen im Fach Deutsch erhielt er den Scheffelpreis. Von 1964 bis 1972 studierte er Geschichte, Germanistik, Philosophie, dann Jura, Politikwissenschaft, Soziologie und Romanistik in Köln, Besançon, Siena und Paris. 1972 legte er Staatsexamen und Promotion in Alter und Neuerer Geschichte und Romanistik an der Universität Köln ab. Er erhielt ein Promotionsstipendium des Landes Nordrhein-Westfalen. Das Thema seiner Dissertation bei Fritz Schalk, Theodor Schieder und  Eberhard Müller-Bochat lautet François Guizot und die Französische Revolution.
Von 1972 bis 1977 war er Assistent am Romanischen Seminar der Rheinischen Friedrich-Wilhelms-Universität Bonn bei Wolf-Dieter Lange. Er erhielt ein zweijähriges Habilitationsstipendium der Deutschen Forschungsgemeinschaft. Er wurde 1977 in Bonn habilitiert mit der Schrift: Literatur und Evolution. Studien zur französischen Literaturkritik im 19. Jahrhundert: Taine-Brunetière-Hennequin-Guyau. Ab 1978 folgten Lehrstuhlvertretungen und Lehraufträge in Bielefeld, Siegen und Essen. 1980 erhielt er eine Professur in Bonn, im Anschluss daran ein Heisenberg-Stipendium. Seit 1988 war er Professor für romanische Literatur- und Kulturwissenschaften an der Leibniz-Universität Hannover. Einen Ruf nach Chemnitz lehnte er 1992 ab. 1989 veranstaltete er Vortragsreihen zum 200. Jahrestag der Französischen Revolution sowie später zum Thema Wissenschaft-Kunst-Medien an der Universität Hannover. Es folgten Gutachtertätigkeiten u. a. für die Studienstiftung des Deutschen Volkes, für die er auch Sommerakademien  abhielt.

## Werk
Das Werk umfasst die französische und italienische Literatur, Kultur und Geschichte sowie Wissenschaftstheorie; so zum Paradigmenwechsel in den Literatur- und Geisteswissenschaften im 19. Jahrhundert durch den Einfluss der Evolutionstheorie Darwins, Spencers und Haeckels. Die Themen gelten besonders den komplexen produktiven Beziehungen zwischen Literatur/Kunst und Geschichte/Politik/Technik und ihrer Analyse. Schwerpunkte galten zunächst dem Zeitraum vom 16. bis 19. Jahrhundert.
Neue Arbeitsfelder in Forschung und Lehre boten Geschichte und Literatur im 20. Jahrhundert, so der Weimarer Republik bis 1933, die exemplarischen Intellektuellen-Debatten und ideologischen Kontroversen zwischen dem Romanisten E. R. Curtius und dem Soziologen Karl Mannheim. Daneben intervenierte Hoeges mit Aufsätzen in den wissenschaftstheoretischen Auseinandersetzungen zur Literaturtheorie (Lucien Goldmann, Robert Escarpit) und zur Postmoderne (Lyotard).
Seit 1998 betrieb er intensive Renaissance-Forschungen, u. a. Lorenzo Valla, Francesco Petrarca, Pico della Mirandola, zur Situation der Frau im Quattro- und Cinquecento (Frauen der italienischen Renaissance, 2. Auflage 2002) und Übersetzungen der Dichtungen von Vittoria Colonna (für die Ausstellung des Kunsthistorischen Museums Wien) sowie besonders von Werken Niccolò Machiavellis. Nach der Prosaübersetzung der Novelle Das Leben Castruccio Castracanis aus Lucca folgte 2000 die Darstellung und Analyse von Machiavellis Macht- und Herrschaftskonzeption in dem Buch Niccolò Machiavelli. Die Macht und der Schein. Es eröffnet eine grundlegend neue Perspektive auf den Principe und seinen Autor, nicht zuletzt durch seine Integrierung in das Gesamtwerk von Poesie und Prosa. 
2006 erschien in methodischer Konsequenz der Fundierung der neuen Sicht in einer zweisprachigen Ausgabe die erste vollständige deutsche Übersetzung der Dichtungen: Niccolò Machiavelli. Dichter-Poeta. Mit sämtlichen Gedichten deutsch-italienisch. Con tutte le poesie tedesco/italiano. Im Kontext einer umfassenden Darstellung hat er Machiavellis Gesamtwerk im Zusammenspiel von Geschichte und Fiktion in Prosa und Poesie von Dirk Hoeges neu interpretiert. Die herkömmlichen Reduzierungen auf den Principe unterzog er wie den Begriff des Machiavellismus einer kritischen Revision. Der Machiavelli-Trilogie folgten Neuübersetzungen des Principe und anderer Werke Machiavellis. So erschien 2015 die satirische Parabel L’Asino/Der Esel in einer zweisprachigen Ausgabe. Öffentlichkeit und Forschung diskutieren Hoeges’ neue Konzeption in Presse, Fachzeitschriften, Sammelbänden und Tagung Tutzing (Hoeges, Il Principe, Karriere eines Kunstwerks, 2007). 
Zuletzt folgten wieder Arbeiten zum Kaiserreich und zur Weimarer Republik am Beispiel der bisher von Historikern dominierten Debatte um einen deutschen Sonderweg. Dazu erschien 2013: Die Menschenrechte und ihre Feinde. Deutsche Profile zwischen Kaiserreich und Bundesrepublik und 2015 Theodor Heuss. Eine Stimme für Hitler. 2017 folgte Europäische Literatur und islamische Herausforderung. Kampf um Europa, und 2018 erschien die Übersetzung Niccolò Machiavelli, Cesare Borgia. Wie der Herzog von Valentinois bei der Ermordung Vitellozzo Vitellis, Oliverottos da Fermo, des Herrn Pagolo und des Herzogs von Gravina Orsini vorging. Kriminalnovelle.

## Mitgliedschaften
- Mitglied der Villa Vigoni
- 2003–2006 Vorsitzender des Fördervereins des Deutschen Studienzentrums Venedig (Centro tedesco di studi veneziani)
- Mitglied der Auswahlkommission der Alfred Toepfer Stiftung F. V. S. (Hamburg) bis 2010
- Mitglied der Marcel Proust Gesellschaft
- Beiratsmitglied von Letteratura Italiana Antica (Rom)

## Preise und Auszeichnungen
- 1973: Straßburg-Preis (Prix Strasbourg) der Stiftung F. V. S. (Hamburg) für seine Dissertation
- 2004: Anlässlich seines 60. Geburtstages erhielt Dirk Hoeges eine Festschrift: Literarische Autonomie und intellektuelles Engagement. Der Beitrag der französischen und italienischen Literatur zur europäischen Geschichte (15.–20. Jahrhundert). Frankfurt 2004

## Publikationen
Monographien
- Aufklärung und die List der Form. Zur Zeitschrift Il Caffè und zur Strategie italienischer und französischer Aufklärung, Krefeld 1978 (48 S.) Schriften und Vorträge des Petrarca-Instituts Köln No XXVIII, 1979.
- Literatur und Evolution. Studien zur französischen Literaturkritik im 19. Jahrhundert. Taine – Brunetière – Hennequin – Guyau, Heidelberg 1980, ISBN 3-533-02856-9.
- François Guizot und die Französische Revolution, (Romanistische Versuche und Vorarbeiten 44), Bonn 1973; 2. Auflage Frankfurt am Main 1981, ISBN 3-8204-5937-5.
- Emile Hennequin, La critique scientifique (mit einem Nachwort von D. Hoeges, „L’oeuvre d’art en tant que signe“ und Register), Heidelberg 1982, ISBN 3-533-03069-5.
- Alles veloziferisch. Die Eisenbahn – vom schönen Ungeheuer zur Ästhetik der Geschwindigkeit, Rheinbach-Merzbach 1985, ISBN 3-922584-34-9.
- Kontroverse am Abgrund: Ernst Robert Curtius und Karl Mannheim. Intellektuelle und „freischwebende Intelligenz“ in der Weimarer Republik, Frankfurt am Main 1994, ISBN 3-596-10967-1.
- Niccolò Machiavelli. Die Macht und der Schein, Beck, München 2000, ISBN 3-406-45864-5, 2. Auflage Peter Lang, Frankfurt/M. 2014, ISBN 978-3-631-61701-4.
- Niccolò Machiavelli. Dichter – Poeta. Mit sämtlichen Gedichten, deutsch/italienisch. Con tutte le poesie, tedesco/italiano, Frankfurt am Main 2006, Neuauflage Köln 2016, ISBN 978-3-9815560-3-2.
- Die Menschenrechte und ihre Feinde. Deutsche Profile zwischen Kaiserreich und Bundesrepublik. Thomas Mann, Ernst Jünger, Martin Heidegger, Gottfried Benn, Carl Schmitt, Rudolf Borchardt, Stefan George, Rainer Maria Rilke, Alfred Toepfer. Neue Gefahren, Köln 2013; 2. Auflage, Köln 2014, ISBN 978-3-9815560-0-1.
- Theodor Heuss. Eine Stimme für Hitler, Köln 2. Auflage 2016, ISBN 978-3-9815560-1-8.
- Europäische Literatur und islamische Herausforderung. Kampf um Europa, Köln 2017, ISBN 978-3-00-057570-9.
- Der Principe-Komplex. Niccolò Machiavelli. Fünfhundert Jahre Missverständnis, Köln 2021, ISBN 978-3-9815560-5-6.

Übersetzungen
- Niccolò Machiavelli, Cesare Borgia. Wie der Herzog von Valentinois bei der Ermordung Vitellozzo Vitellis, Oliverottos da Fermo, des Herrn Pagolo und des Herzogs von Gravina Orsini vorging. Kriminalnovelle. Übersetzt und kommentiert von Dirk Hoeges, machiavelli edition, Köln 2018, ISBN 978-3-9815560-4-9.
- Niccolò Machiavelli: La vita di Castruccio Castracani / Das Leben des Castruccio Castracani aus Lucca. Italienisch-Deutsch. Übersetzt und mit einem Essay „Zur Ästhetik der Macht“ herausgegeben von Dirk Hoeges, C. H. Beck, München 1997, ISBN 3-406-43357-X.
- Vittoria Colonna. Ausgewählte Dichtungen in neuer Übertragung von Dirk Hoeges, in: Katalog Vittoria Colonna, Kunsthistorisches Museum, Wien 1996, und in: Dirk Hoeges (Hrsg.), Frauen der italienischen Renaissance Dichterin – Malerin – Komponistin – Herrscherin – Mäzenatin – Ordensgründerin – Kurtisane. Band 4 der Reihe Dialoghi / Dialogues. Literatur und Kultur Italiens und Frankreichs, 2. überarbeitete und ergänzte Auflage, Frankfurt am Main 2001, S. 9–37.
- Niccolò Machiavelli: Descrizione del modo tenuto dal duca Valentino nello ammazzare Vitellozzo Vitelli, Oliverotto da Fermo, il signor Pagolo e il duca di Gravina Orsini / Schilderung, wie der Herzog von Valentinois bei der Ermordung Vitellozzo Vitellis, Oliverottos da Fermo, des Herrn Pagolo und des Herzogs von Gravina Orsini vorging, übersetzt von Dirk Hoeges und mit einem Aufsatz „Der Principe-Komplex“, in: Romanistische Zeitschrift für Literaturgeschichte / Cahiers d’histoire des littératures romanes, Heidelberg, Heft 3/4, 2013, S. 455–475.
- Niccolò Machiavelli: Der Esel/L’Asino. Zweisprachige Ausgabe. Übersetzt, kommentiert mit einem Essay: Literarische Eseleien von Dirk Hoeges, machiavelli edition, Köln 2015, ISBN 978-3-9815560-2-5
- Niccolò Machiavelli: Die Dezennalen. Der große Europäische Krieg, in: Romanistische Zeitschrift für Literaturgeschichte 40/1-4 2016, S. 395–421, Heidelberg 2016.
- Niccolò Machiavelli: Decennali II. Der große Europäische Krieg  II, in: Romanistische Zeitschrift für Literaturgeschichte 43/3-4 2019, S. 389–406, Heidelberg 2019.

Lexikonartikel
- Niccolò Machiavelli, in: (Hrsg.) M. Landfester, Renaissance Humanismus, Lexikon zur Antike-Rezeption Reihe: Der Neue Pauly - Supplement, Bd. XV, Metzler, Stuttgart, 2014.

Herausgeberschaft
- Reihe: Dialoghi-Dialogues. Literatur und Kultur Italiens und Frankreichs, von der 1995 bis heute achtzehn Bände erschienen sind.
- Frauen der italienischen Renaissance. Dichterin – Malerin – Komponistin – Herrscherin – Mäzenatin – Ordensgründerin – Kurtisane. Band 4 der Reihe Dialoghi / Dialogues. Literatur und Kultur Italiens und Frankreichs, Frankfurt/M. 1999; 2. überarbeitete und ergänzte Auflage, Frankfurt/M. 2001, ISBN 3-631-36753-8.